# Bácolor
Bácolor oficialmente el Municipio de Bácolor (en pampango: Balen ning Bakúlud), (en tagalo: Bayan ng Bacolor), también conocido como la "Villa de Bacolor", es un municipio de tercera clase en la Provincia de Pampánga, Filipinas. Según al censo del año 2022, tiene una población de 48,066 personas.
Bacolor es el lugar de nacimiento de Padre Anselmo Jorge de Fajardo. Él es considerado "El Padre de la Literatura Capampáñgan". por escribir la Literatura Capampáñgan, llamada "Kumidya" Don Gonzalo de Córdova en el año 1831.

Los Barangayes
Se subdivide en 21 barrios o barangayes.
- Balas
- Cabalantian
- Cabambangan (Pob.)
- Cabetican
- Calibutbut
- Concepción
- Dolores
- Duat
- Macabacle
- Magliman
- Maliwalu
- Mesalipit
- Parulog
- Potrero
- San Antonio
- San Isidro
- San Vicente
- Santa Bárbara
- Santa Inés
- Talba
- Tinajero